# Verbascum simplex
Verbascum simplex är en flenörtsväxtart som beskrevs av Johann Centurius von Hoffmannsegg och Heinrich Friedrich Link. Verbascum simplex ingår i släktet kungsljus, och familjen flenörtsväxter. Utöver nominatformen finns också underarten V. s. compositum.